# Crosne (Essonne)
Crosne település Franciaországban, Essonne megyében. Lakosainak száma 9606 fő (2022. január 1.). Crosne Valenton, Montgeron, Yerres és Villeneuve-Saint-Georges községekkel határos.

## Népesség
A település népességének változása:
| Lakosok száma | 9138 | 9079 | 9174 | 9231 | 9285 | 9369 | 9458 | 9532 | 9606 |
|               | 2013 | 2015 | 2016 | 2017 | 2018 | 2019 | 2020 | 2021 | 2022 |